# BAWAG P.S.K.
BAWAG P.S.K. (tysk: Bank für Arbeit und Wirtschaft und Österreichische Postsparkasse Aktiengesellschaft) er en østrigsk bankkoncern. Den blev etableret 1. oktober 2005 ved en fusion imellem bankerne P.S.K. og BAWAG. I 2016 havde banken 2,5 mio. kunder i Østrig, Schweiz, Tyskland og Nederlandene, omsætningen var på 991 mio. euro og der var 3.485 ansatte.